# پوپینوس
پوپینوس ماکسیموس با نام کامل مارکوس کلودیوس پوپینوس ماکسیموس (به لاتین: Marcus Clodius Pupienus Maximus) (زادهٔ حدود ۱۶۴ - درگذشتهٔ ۲۹ ژوئیه ۲۳۸) به طور مشترک با بالبینوس به مدت سه ماه در سالی که به سال شش امپراتور معروف شد از ۲۲ آوریل تا ۲۹ ژوئیهٔ ۲۳۸ امپراتور روم بود.

## شورش سال ۲۳۸
در سال ۲۳۸ میلادی و در زمان امپراتوری ماکسیمینوس تراکس، شورشی در استان‌های آفریقایی امپراتوری علیه ماکسیمینوس به‌وقوع پیوست و گوردیان یکم همراه با پسرش گوردیان دوم به عنوان امپراتوران جدید روم قدرت را در دست گرفته و توسط سنای روم به رسمیت شناخته شدند. اما این شورش توسط فرماندار نومیدیا که وفادار به امپراتور پیشین بود سرکوب و ماکسیموس همراه با سپاهش به سوی رم روانه شد. سنای روم که موقعیت خود را به خاطر حمایت آشکار از گوردیان‌ها در خطر می‌دید ماکسیمینوس تراکس را از قدرت خلع و پوپینوس ۷۴ ساله را که یکی از نظامیان برجستهٔ رومی بود همراه با بالبینوس به طور مشترک به امپراتوری روم منصوب نمود.

## امپراتوری مشترک
پوپینوس با عنوان امپراتور سزار مارکوس کلودیوس پوپینوس ماکسیموس آگوستوس به طور مشترک با بالبینوس در ۲۲ آوریل ۲۳۸ به قدرت رسید. ولی از آنجایی که انتخاب این دو نفر مورد قبول افکار عمومی واقع نشد و گروهی از رمی‌ها نیز نسبت به گوردیان سوم (نوهٔ گوردیان یکم) علاقه نشان می‌دادند، اعضای سنا مجبور شدند تا گوردیان سوم را نیز به عنوان جانشین امپراتور انتخاب نمایند.
| ماکسیمینوس ترکس                                     |
| گوردیان یکم و گوردیان دوم                           |
| پوپینوس و بالبینوس، به‌طور صوری همراه با گوردیان سوم |
| گوردیان سوم                                         |
| --------------------------------------------------- |

پس از آن قرار بر این شد تا پوپینوس به مقابله با سپاه ماکسیمینوس پرداخته و بالبینوس به حفظ آرامش در رم بپردازد. خبر کشته‌شدن ماکسیمینوس به دست سربازان خودش سبب شد تا پوپینوس پیروزمندانه به رم بازگردد. اما عدم موفقیت بالبینوس در حفظ نظم و آرامش در شهر که به دنبال شورش پرتورین‌ها اتفاق افتاده بود سبب شده بود تا علاوه بر ریخته‌شدن خون‌های بسیار، بخش قابل توجهی از شهر نیز با خاک یکسان شود.

## درگذشت
در سومین ماه از امپراتوری مشترک پوپینوس و بالبینوس، هنگامی که پوپینوس برای رویارویی با ایرانیان و بالبینوس برای مقابله با گوت‌ها آمادهٔ خروج از شهر می‌شدند، پرتورینها که همواره از این انتصاب امپراتوران سناتوری خشمگین بودند و یاد سرباز-امپراتور ماکسیمینوس را گرامی می‌داشتند فرصتی برای انتقام یافتند. آنها در ۲۹ ژوئیه ۲۳۸ به کاخ امپراتوری یورش برده و پوپینوس و بالبینوس را به قتل رساندند.